# Legend of Mir
Legend of Mir III – fabularna gra MMORPG wyprodukowana przez firmę Wemade. Grafika gry jest izometryczna. Każda z trzech/czterech (zależnie od serwera) klas ma indywidualne czary i cechy, które rozwija poprzez zdobywanie kolejnych poziomów. Dla każdej klasy przeznaczone jest od 15 do 40 umiejętności.
Akcja gry toczy się w dawnych prowincjach Chin, zaś sama fabuła przeplatana jest wieloma wątkami legend i mitów azjatyckich. Grę rozpoczynamy od wyboru postaci z czterech dostępnych klas – Warrior, Wizzard, Taoist i Assassin. W grze tej, maksymalny poziom to 65 535.

## Profesje
- Wizard – jest postacią posiadającą wiele umiejętności ofensywnych w których skład wchodzą masowe ataki raniące wielu przeciwników jednocześnie. Jego dodatkową zdolnością jest oswajanie potworów, tak by wspierały go w dalszej walce. Wizard posiada jednak najmniejszą liczbę punktów życia spośród dostępnych postaci, co sprawia, że jego szanse na wygraną w bezpośrednim starciu są znacznie ograniczone.
- Warrior – jest wyszkolony we władaniu bronią białą, jako że nie walczy na dystans wojownik ma najwięcej punktów życia i nosi tzw. zbroje ciężkie posiadające największy współczynnik obrony na uderzenia fizyczne lecz jest słaby na ataki magiczne.
- Taoist – jest to pewnego rodzaju kapłan, może leczyć jak i wskrzeszać swoich pobratymców oraz przywoływać potwory walczące u jego boku. Posiada szeroką gamę magicznych tarcz obronnych, osłaniających pobratymców. Jest więc nazywany panem życia i śmierci i jego obecność w grupie jest bezcenna.
- Assasin – postać dostępna na koreańskich serwerach oraz na oficjalnym serwerze gry dostępnym także dla Europejczyków, jest połączeniem Warrior i Taoist, posiada umiejętności szybkiego zabijania i wiele innych.

## Świat gry
Świat gry jest ogromny i jego poznawanie zajmuje sporo czasu. Został on podzielony na szereg lokacji na których znajdują się różnorakie stwory. Poruszamy się po tym ogromnym świecie za pomocą teleportów jak i uwaga KONNO. Gracz który osiągnie 15 poziom może sobie taki środek transportu zakupić. Osiągając kolejne poziomy doświadczenia możemy sobie sprawiać coraz to lepsze koniki które np. dodadzą nam jakieś konkretne statystyki np. udźwig postaci, dodatkowe punkty M-Natural M-Soul DC odpowiednio dla klas.
Gra kładzie duży nacisk na walki PvP. Znajdują się w niej liczne areny, na których walczą gracze, gildie, grupy. Każda gildia w zależności od wersji gry może posiadać własny zamek idzie to w parze z przywilejami. Toczą się tu też wojny o fortece, miasta które przynoszą dochody ze sprzedanych towarów u NPC, itd.

## Przedmioty
Większość przedmiotów jest przeznaczona dla określonej klasy poza przedmiotami początkowymi do 11 poziomu. Liczba przedmiotów w świecie gry wynosi około 1500. Wśród tych przedmiotów znajdują się przedmioty unikalne, trudne do zdobycia, bezcenne. Każdy przedmiot może też posiadać rar, czyli dodatkową właściwość.

## Żywioły
W grze występują także tzw. żywioły – fire, ice, wind, light, holy, darkness oraz phantom. Każdy potwór lub gracz może być odporny lub uczulony na dany żywioł. Odpowiednie skorzystanie z tej wiadomości może nam bardzo pomóc, ponieważ możemy te elementy umieszczać na naszych przedmiotach. Jak również będzie to przydatne w czasie walki z innym graczem, gdyż znając jego wrażliwość na dany żywioł możemy zaatakować w najsłabszy punkt.
Oprócz tych właściwości każda broń może posiadać punkty szczęścia. Można je dodać za pomocą specjalnych eliksirów. Liczba punktów szczęścia zwiększa możliwość zadania obrażeń maksymalnych M-N/M-S/DC. +1 punktów to 10% szansy, +2 to 20% itd. Przeciwieństwem punktów szczęścia jest przekleństwo. Jest to szansa na uderzenie minimalne M-N/M-S/DC. Dostajemy je podczas zabijania innych graczy. Chyba że się bronimy przed graczem, który chce nas zabić ("brązowy") wtedy, nie ponosimy konsekwencji za zabicie takiego gracza. Po zabiciu jednego gracza, jesteśmy "żółci". Gdy ponownie kogoś zabijemy, stajemy się mordercami i nasz nick przybiera barwę czerwieni. Gdy jesteśmy "czerwoni" i podejdziemy do strażnika w mieście ten będzie atakował. Gdy spróbujemy użyć TownTeleportu wtedy zostaniemy przeniesieni do więzienia. Za zabicie "czerwonego" gracza, również nie ponosimy odpowiedzialności.

## Zamknięcie
Pomimo ciągłych zapewnień, dnia 09.11.2011 ogłoszono, że serwer Legends of Mir3 będzie zamknięty w lutym 2012 roku. To oznacza oficjalny koniec serwerów tej gry w Europie/USA.